# Guidari
 Guidari è un comune del Ciad situato nel dipartimento di Manga, provincia di Tandjilé.